# Enlace múltiple metal ligando
En química, un enlace múltiple metal-ligando describe la interacción de ciertos ligandos con un metal, con un orden de enlace mayor que uno. Los complejos que muestran ligandos unidos por enlace múltiple son de interés académico y práctico. Los complejos carbenos de metal de transición catalizan la reacción de metátesis de olefinas. Los intermediarios oxo metal son pervasivos en la catálisis de oxidación.